# Козлов, Илларион Александрович
Илларио́н Алекса́ндрович Козло́в (баш. Илларион Александрович Козлов, тат. Илларион Александрович Козлов) (6 февраля 1878, Казань, Казанская губерния, Российская империя—4 декабря 1933, Казань, ТатАССР, РСФСР, СССР) — советский композитор, скрипач, исследователь башкирской и татарской народной музыки.
Считается одним из основоположников тюркского музыкознания, внёсшим значительный вклад в развитие современной татарской музыкальной культуры.

## Биография
Родился 6 февраля 1878 года в городе Казань Казанской губернии Российской империи.
В 1896 году окончил музыкальную школу Рудольфа Августовича Гуммерта, у которого обучался классу композиции (классу скрипки обучался у К. Русса). Успешные выступления Козлова в ученических концертах были отмечены не только в местной, но и в столичной печати.
В 1900 году окончил Московскую консерваторию по классу скрипки (преподаватель — Войтех Гржимали) и на педагогическом отделении — по классу теории музыки (преподаватель — Сергей Иванович Танеев).
В начале 1900-х годов выступал с концертами в Санкт-Петербурге, Вене, Риге.
В 1905 году переехал в Казань, с 1907 года вёл активное участие в литературно-музыкальных вечерах и концертах для татарской аудитории и как сольный скрипач или пианист, и как пианист-аккомпаниатор татарских певцов и музыкантов. Исполнял гармонизации башкирских и татарских народных мелодий и собственные произведения. Концертную деятельность вёл до конца 1920-х годов.
В 1920—1922 годах — член Научной музыкально-этнографической ассоциации при Восточной консерватории.

## Творчество
Гармонизировал и обработал множество татарских и башкирских народных напевов, в том числе «Ашказар» («Ашкадар»), «Тафтиляу», «Салим-бабай», «Мухаммадия», «Апипа», «Галиябану», «Муслима» и других.
Кроме того, обрабатывал и чувашскую народную музыку, утверждая, на примере песни «Орешек», о том, что чувашская культура и музыка менее замкнуты, чем иные мусульманские культуры.
В 1896 году написал собственную «Татарскую мелодию» (или «Татарскую песню»).
Писал сюиты, песни.

## Труды
- Козлов, И. А. Башкирские народные песни. — 1926[1].
- Козлов, И. А. Пятизвучные и бесполутоновые гаммы в татарских и башкирских народных песнях и их музыкально-теоретический анализ // Известия Общества археологии, истории и этнографии при Казанском государственном университете имени В. И. Ульянова-Ленина. — Казань, 1928. — Том 34. — Вып. 1—2[1][2][3].

Кроме того, в период работы в Научной музыкально-этнографической ассоциации при Восточной консерватории, в 1921—1922 годах написал:
- Козлов, И. А. О народной музыке северных мусульман России. — 1921[1] (или «Народная музыка северных мусульман России»[3]).
- Козлов, И. А., Малов, С. Е. Песни тюркских племён Западного Китая. — 1922[1].
- Козлов, И. А. О татарской песне, тексте и мелодии, равно как и гармонизации[3].
- Козлов, И. А. О ходе развития театра и музыки у казанских татар[3].